# Katastrofa kolejowa w Niszapur
Katastrofa kolejowa w Niszapur – zdarzenie, do jakiego doszło 18 lutego 2004 roku w Iranie w pobliżu miasta Niszapur, a wyniku której śmierć poniosło 295 osób.
18 lutego 2004 roku po godzinie 4:00, 51 wagonów pociągu towarowego, w tym kilkadziesiąt zawierających substancje wybuchowe i łatwopalne (m.in. azotan amonu, ropę naftową, nawozy sztuczne, siarkę i bawełnę), z nieustalonych przyczyn w niekontrolowany sposób zaczęło staczać się po torach. Po przejechaniu 16 km o godzinie 4:42 na stacji kolejowej Chajjam (nazwanej tak na cześć Omara Chajjama) skład uderzył w stojącą lokomotywę i wykoleił się, w wyniku czego wybuchł pożar. Na miejsce przybyli strażacy ze wszystkich okolicznych miast i wsi, przystąpili do gaszenia pożaru, a także ewakuowali mieszkańców domów znajdujących się najbliżej miejsca zdarzenia. Strażacy nie byli świadomi, że w siedmiu wagonach znajduje się azotan amonu o przybliżonej masie 399 ton, gdyż wagony nie była prawidłowo oznaczone. 
O 9:37 podczas zabezpieczania i dogaszania pożaru doszło do wybuchu, w którym śmierć poniosło 295 osób, a setki zostało rannych. Wśród ofiar byli liczni gapie, mieszkańcy pobliskich miejscowości, którzy za zgodą ratowników powrócili do swoich domów po wcześniejszej ewakuacji, a także 182 pracowników kolei i strażaków, walczących z pożarem i przedstawiciele lokalnych władz, nadzorujący akcję ratunkową. Zginęli wszyscy znajdujący się w promieniu 500 metrów od miejsca eksplozji. Siła eksplozji odpowiadała sile wybuchu 180 ton trotylu, była ona słyszalna w odległości 75 km, a irańscy sejsmolodzy w Teheranie odnotowali trzęsienie ziemi o sile 3,6 stopnia w skali Richtera.
Przyczyny zdarzenia nie zostały ostatecznie ustalone – brane pod uwagę, choć następnie wykluczone, były m.in. wstrząsy sejsmiczne i sabotaż (wypadek miał miejsce na 2 dni przed pierwszą turą wyborów parlamentarnych do Islamskiego Zgromadzenia Konsultatywnego – Madżlisu VII kadencji).